# Anna Carlsson-Dahlberg
Anna Katrin Carlsson-Dahlberg, född 14 september 1983 i Örnäset, är en svensk fotbollsspelare som spelat i Piteå IF Dam och i Notvikens IK.

## Fotnoter
1. ↑  Soccerdonna, Soccerdonna spelar-ID: 3425, läst: 27 maj 2022.[källa från Wikidata]
2. ↑  Sv. bef. 1990.
3. ↑  Anna Carlsson-Dahlberg Arkiverad 24 september 2017 hämtat från the Wayback Machine. Svenskfotboll.se
4. ↑  Vägrar att nöta bänk Arkiverad 24 september 2017 hämtat från the Wayback Machine. NSD.se 12 juli 2011. Läst 23 september 2017.
5. ↑  Serieledarna värvar in målvakt NSD.se 25 juli 2017. Läst 23 september 2017.